# 마리아 아나 데 에스파냐
스페인의 마리아 아나(독일어: Maria Anna von Spanien) 또는 오스트리아의 마리아 아나(스페인어: María Ana de Austria 1606년 8월 18일 ~ 1646년 5월 13일)는 신성 로마 제국의 황제 페르디난트 3세의 황후다. 스페인의 국왕 펠리페 3세와 오스트리아의 마르가리타 사이에서 둘째딸로 태어났으며 형제로는 프랑스 왕비 안 도트리슈, 스페인 국왕 펠리페 4세 등이 있다.
1620년 초기 영국 국왕 제임스 1세는 마리아 안나를 자신의 아들 찰스 왕태자(훗날의 찰스 1세)와 결혼시키고자 했다. 찰스 왕태자는 어린 마리아 안나를 만나러 마드리드를 방문하기까지 했다. 영국 역사에서 이 혼담은 Spanish Match라고 알려진다. 하지만 결혼협상은 실패했는데 마리아 안나는 개신교도와 결혼할 마음이 없었고 찰스 역시 가톨릭으로 개종할 생각이 없었다. 결국 찰스는 프랑스의 헨리에타 마리아(앙리 4세와 마리 드 메디시스의 딸)와 결혼했다.
마리아 안나는 1631년 2월 20일 이종사촌남동생인 당시 헝가리의 왕 페르디난트 대공과 -미래의 신성로마제국 황제 페르디난트 3세-와 결혼한다. 그녀는 스페인에서 이탈리아를 거쳐 오스트리아로 향했는데 당시엔 30년 전쟁 중이라 위험한 여정이었다. 마리아 안나는 시동생인 레오폴트 빌헬름 주교와 대리혼을 치렀고 그녀가 1631년 1월 26일 트리에스테에 도착했을 때 페르디난트 대공은 빈에서 두 번째 예식을 열었다. 결혼식은 한 달간 축하연이 벌어졌다. 이 결혼은 화목한 걸로 묘사되었다. 마리아 안나는 행복한 기질에 친화적이며 지적인 걸로 묘사되었는데 그녀는 우울한 황제를 잘 달랠 줄 알았다. 그녀는 정치적으로도 활발했는데 남편의 부재중에 섭정 역할도 했으며 여행에 동행하기도 하였다.

## 죽음
30년 전쟁 중 황실 일가는 급하게 린츠로 가게 되는데 그곳에서 마리아 안나는 그녀의 마지막 임신 후 고열과 과다 출혈로 사망하게 된다. 당시 그녀가 임신했던 딸 마리아는 제왕절개로 태어나 살았지만 곧 죽고 말았다. 마리아 안나와 마리아는 한 관에 함께 묻혔다.

## 자녀
- 페르디난트(1633~1654) 헝가리와 보헤미아의 국왕
- 오스트리아의 마리아나(1634~1696) 펠리페 4세의 왕비
- 필립 아우구스트(1637~1639)
- 막시밀리안 토마스(1638~1639)
- 레오폴트(1640~1705) 신성로마제국의 황제
- 마리아(1646) 요절